# Blandas
Blandas è un comune francese di 131 abitanti situato nel dipartimento del Gard, nella regione dell'Occitania e più precisamente nel territorio dei Causses. In prossimità di Blandas si trova il Cirque de Navacelles, un anfiteatro roccioso dalle dimensioni impressionanti, che divide il Causse di Blandas da quello più vasto di Larzac.

## Società

### Evoluzione demografica
Abitanti censiti